# Hajdúdorogi görögkatolikus püspökök listája
Az alábbi lista a Hajdúdorogi főegyházmegye püspökeinek sorrendjét tartalmazza.

## A püspökök listája
| Név                   | Hivatali idő                          | Megjegyzések                                                                     |
| --------------------- | ------------------------------------- | -------------------------------------------------------------------------------- |
| Papp Antal            | 1912. június 8. – 1913. június 23.    | Nem püspök, csak apostoli adminisztrátor, később munkácsi görögkatolikus püspök. |
| Miklósy István        | 1913. október 5. – 1937. október 29.  |                                                                                  |
| Dr. Dudás Miklós      | 1939. május 14. – 1972. július 15.    |                                                                                  |
| Dr. Timkó Imre        | 1975. február 8. – 1988. március 30.  |                                                                                  |
| Dr. Keresztes Szilárd | 1988. június 30. – 2007. november 10. |                                                                                  |
| Kocsis Fülöp          | 2008. július 1. –                     | 2015. március 20-tól metropolita.                                                |